# جزیره منک
جزیره مِنَک یا منک آبی نام جزیره‌ای در دریاچه بختگان در استان فارس ایران است. این جزیره بزرگ‌ترین جزیره دریاچه و استان  فارس است. منک مسکونی نیست و فقط فلامینگوها و دیگر پرندگان مهاجر و بومی در آن می‌زیسند. بلندترین نقطه این جزیره ۱۶۹۷ متر از سطح دریا ارتفاع دارد.